# Nokia N95 8GB
Nokia N95 8GB er den nyeste mobiltelefon fra Nokia NSeries. N95 8GB har forbedret sig en del fra dens tidligere version, N95. Blandt andet har den fået en ny sort farve, forstørret skærm fra 2,6 til 2,8 tommer, 8 gigabite intern hukommelse og meget mere. 
Telefonen fås kun i sort og har en vægt på 130 gram inklusivt batteri. Det er en såkaldt Dobbeltskyder mobil så skærmen og hovedknapperne kan skydes op og ned. Skubbes skærmen op vises tasterne på mobilen, et ganske normalt T9 tastatur. Skubbes den derimod ned skifter skærmen til landscape og der vises 4 meget brugbare medieknapper, hvis man hører musik eller ser en film: Spol Frem, Play/Pause, Stop og Spol Tilbage. 
Mobiltelefonen er 5,3 cm bred, 2,1 cm dyb og 9,9 cm høj/lang.

## Skærm/Grafik
Grafikken er klart i top[kilde mangler] i forhold til nutidens mobiltelefoner. Selve skærmen sidder tæt til glasset, der gør at det er en klar og tydelig skærm. Med LCD skærmen på 24 bit (16,7 millioner farver) er telefonen som oplagt til at se film på. Indtil marts 2008 fik man Spiderman 3 på mobilen, som N95 8GB kunne tage flydende uden at lagge.

## Kapacitet
Som navnet på mobilen siger, har den 8 gigabite intern hukommelse til lagering af lydfiler, videofiler, ringetoner, programmer, dokumenter, temaer, spil og pauseskærme. Udover Lagerings hukommelsen, som den kaldes på mobiltelefonen, har N95 8GB også en Telefon hukommelse. Denne hukommelse er på 100 MB og bruges også til lagering af filer, da Lager Hukommelsen i virkeligheden bare er et internt hukommelseskort. 
I N95 modellen kunne der tilføres et hukommelseskort, hvilket Nokia har valgt at fjerne fra denne nyere model.

## Digitalkamera
Telefonen har 2 digitalkameraer (har Turbo 3G) på 5 Megapixel. Der kan zoomes 10 gange tættere. Kameraet har dog få specialeffekter: Negativ, Sort-hvid, Sepia og Livlig.
Der er naturligvis Autofocus og blitz.
Stillbillede opløsningen er på 2592x1944 og Videooptager opløsningen er 640x480 (VGA).

## Lyd
I den ældre version af Nokia N95 8GB var lyden meget støjende hvis der var skruet alt for høj op. I den seneste version er støjen reduceret en del og kan knap høres.
Der er desuden 2 lydudgange på telefonen, så lyden bliver mere livlig.
Visse steder kan der skrues op til 10.

## Forbindelser
Der er mulighed for tilslutning af trådløst internet gennem WLAN. Mobilen har Bluetooth 2,0 EDR, Infrarød port ude i venstre side, PC synkronisering og USB-tilslutning (porten sider nede i bunden af telefonen sammen med mikrofon og oplader stikket.).

## Batteri
Der kan være en lille smule brok over N95 8GBs batteri da mobilen kræver meget strøm for at køre. Mobilen har 280 timers standbytid. Bruges telefonen meget kan batteriet blive hurtigt opbrugt, men ellers kan det ikke særlig mærkes.
Telefonen kan oplades fra en time til to.

## Andet
- Operativsystem: Symbian OS 9,2 Series 60 3,1 Edition
- Browser: XHTML browser
- GPS: Nokia Maps
- TV-udgang: Kan tilsluttes til fjernsyn.
- Medfølger: USB-kabel + Video kabel